# Iron Fist (seriál)
Marvel's Iron Fist, či zkráceně Iron Fist, je americký televizní seriál od Scotta Bucka, založený na stejnojmenném hrdinovi Marvel Comics. Seriál je umístěn v Marvel Cinematic Universe (MCU), sdílí kontinuitu s filmy a seriály MCU a je čtvrtým seriálem odkazujicím k crossoveru Marvel's The Defenders. Je produkován společností Marvel Television ve spolupráci s firmou ABC Studios a Devilina Productions. Showrunnerem první řady byl Scott Buck a druhé Raven Metzner.
Všech 13 dílů první řady bylo zveřejněno dne 13. března 2017 na Netflixu. I přesto, že seriál získal vcelku negativní hodnocení od kritiků, tak byl v červenci 2017 prodloužen. Druhá řada měla premiéru 7. září 2018 a byla kritiky kladněji přijata než první.

## Příběh
Danny Rand, kluk, o kterém se předpokládalo že byl 15 let mrtvý, se vrátí do New York City, aby získal zpět svou rodinnou společnost od Harolda Meachuma a jeho dětí, Warda a Joy. Když se však objeví, musí si vybrat mezi odkazem své rodiny a povinnostmi Iron Fista. Získá nazpět svůj 51% podíl ve firmě. První den v práci rozhodne o ceně léků, které zachrání tisíce životů. Postaví se radě, a pod vlivem svého učení z kláštera rozhodne léky prodávat za výrobní cenu. Poté se zabývá svržením a zničením Ruky (zločinecké organizace). Což je jeho úděl vyvoleného Iron Fista. Pomáhá mu lektorka juda Colleen Wingová, se kterou se časem sblíží. Koupí dům, ve kterém se nachází její dojo a tím vyřeší její finanční problémy.

## Obsazení

### Hlavní role
- Finn Jones jako Danny Rand / Iron Fist
- Jessica Henwick jako Colleen Wingová
- Tom Pelphrey jako Ward Meachum
- Jessica Stroup jako Joy Meachumová
- Ramón Rodríguez jako Bakuto (1. řada)
- Sacha Dhawan jako Davos
- Rosario Dawson jako Claire Templeová (1. řada)
- David Wenham jako Harold Meachum (1. řada)
- Simone Missick jako Misty Knight (2. řada)
- Alice Eve jako Mary Walkerová (2. řada)

### Vedlejší role
- David Furr jako Wendell Rand (1. řada)
- Barrett Doss jako Megan (1. řada)
- Alex Wyse jako Kyle (1. řada)
- Marquis Rodriguez jako Darryl (1. řada)
- Wai Ching Ho jako madam Gao (1. řada)
- Ramon Fernandez jako Kevin Singleton (1. řada)
- Clifton Davis jako Lawrence Wilkins (1. řada)
- John Sanders jako Donald Hooper (1. řada)
- Carrie-Anne Moss jako Jeri Hogarthová (1. řada)
- Henry Yuk jako Hai-Qing Yang
- Olek Krupa jako Radovan Bernivig (1. řada)
- Giullian Gioiello jako BB (2. řada)
- Christine Toy Johnson jako Sherry Yangová (2. řada)
- Fernando Chien jako Chen Wu (2. řada)
- Natalie Smith jako Bethany (2. řada)
- Jason Lai jako Ryhno (2. řada)
- Jowin Batoon jako Torx (2. řada)
- Sydney Mae Diaz jako Hex (2. řada)
- James Chen jako Sam Chung (2. řada)

## Vysílání
| Řada | Díly | Premiéra na Netflixu |
| ---- | ---- | -------------------- |
| 1    | 13   | 17. března 2017      |
| 2    | 10   | 7. září 2018         |